# عفروتو
عفروتو هي مسرحية كوميدية إنتاج 1999 من تأليف  أحمد عوض وإخراج  محمد عبد العزيز.

## القصة
تسود  بين مجموعة من الأقارب علاقات الكراهية نتيجة الثراء الفاحش للبعض مقابل فقر آخرين. يخرج عفريت من إحدى التحف القديمة ويعمل على التفرقة بين أفراد الاسرة التي تحاول التخلص منه لكن للنجاح في هذا لابد من تعاونهم.

## الممثلون
- محمد هنيدي العفريت عفروتو - جعفر
- حسن حسني الوكيل
- هاني رمزي قاسم
- منى زكي مريم
- أحمد السقا خالد
- ماجدة زكي الثرية هند الوكيل
- سليمان عيد الخادم عيد

1. ↑  مسرحية - عفروتو - 1999 طاقم العمل، فيديو، الإعلان، صور، النقد الفني، مواعيد العرض، اطلع عليه بتاريخ 2023-12-24